# Beenzino
Lim Sung-bin (em coreano: 임성빈; 12 de setembro de 1987), mais conhecido pelo seu nome artístico Beenzino (em coreano: 빈지노), é um rapper e MC sul-coreano. atualmente, ele está assinado na gravadora Illionaire Records. Seu nome artístico é um jogo de Boston, o rapper Benzino, combinado com o "빈" (pronuncia-se "foram") a partir de seu nome de nascimento. Beenzino fez sua primeira aparição pública foi na tour do também rapper DOK2 chamada "Hustle Real Hard Concert" em 05 de junho de 2011 e desde então já lançou três álbuns solo, bem como outros trabalhos, em colaboração com os produtores de hip hop Primary e Shimmy Twice, e com a dupla Hot Clip com o rapper sul-coreano Beatbox DG. Ele é conhecido por seu estilo melódico de rap.
Depois de estabelecer sua reputação dentro da cena do rap coreano, ele se tornou conhecido através de singles como "Dali, Van, Picasso", que foi um grande sucesso. Beenzino teve sua turnê como artista solo nos EUA em 2015.

## História

### Primeiros anos e início da carreira
Beenzino passou a maior parte de sua infância em Christchurch, Nova Zelândia e se mudou para a Coreia, antes do ensino médio, aonde ele começou a estudar em Yangpyeong, Gyeonggi. Depois de se formar no Seoul Arts High School, ele se matriculou na Seoul National University para estudar escultura e formou-se em 2014.
Ele primeiro ganhou reconhecimento ao publicar gravações para o site da DC Tribe, através do qual ele foi recrutado pela primeira vez pelo rapper Simon D. Ele passou a figurar em álbuns de artistas bem conhecidos, incluindo Dok2, Epik High, Supreme Team e Verbal Jint, e lançou álbuns como parte do duo de rap Jazzyfact (com o produtor Shimmy Twice) e Hotclip (com Beatbox DG).

### Estreia como artista solo
Beenzino fez a sua estreia como um solo MC no álbum de colaboração do produtor de hip hop Primary intitulado "P'Skool's Daily Apartment", lançada em julho 28, 2009. em 2011, ele foi um respeitado artista solo, apesar de ainda ser um novato para os padrões da indústria. Em outubro do mesmo ano, ele se apresentou no álbum do Primary chamada "Primary and the Messengers".
Em 2012, Beenzino lançou seu primeiro álbum solo "24:26", e realizou junto com o pessoal da Illionaire Records durante a sua turnê de verão coreano. Em novembro, ele colaborou com companheiros de gravadora The Quiett e Dok2 no sigle digital gratuito "Illionaire Gang", que foi lançado para coincidir com o dia 11 de novembro, dia do Illionaire Day Concert.
Em 2013, o pré-lançamento de seu single, "Dali, Van, Picasso" do seu álbum "Up All Night" foi baixado quase 600,000 vezes, sem um vídeo de música, e o levou para o sucesso mainstream. Ele passou a se apresentar no MU:Con 2013 e foi destaque nos álbuns de K.Will (The Third Album Part 2: Love Blossom) e de Lee Hyori (Monochrome).
Em abril de 2014, ele foi destaque na música de Junggigo chamada "Want U" que foi um sucesso número 1 na Coreia, e vendeu mais de um milhão de cópias. Ele também se apresentou no "Asian Music Festival 2014" em 25 de maio na cidade de Nova York e no "One Hip Hop Festival" na Hongik University, e como convidado especial durante a turnê internacional de Verbal Jint.
Em 2016, ele lançou seu terceiro álbum intitulado "12", incluindo as versões anteriores de "Dali, Van, Picasso", "We Are Going To", e "Break".